# Solar Power (álbum)
Solar Power es el tercer álbum de estudio de la cantautora neozelandesa Lorde, publicado mundialmente el 20 de agosto de 2021 por Universal Music New Zealand, Crush Management, Lava y Republic Records.

## Antecedentes y anuncio
En julio de 2017, tras el lanzamiento de Melodrama, Lorde comentó que en su siguiente álbum  «exploraría nuevos mundos» y se alejaría de la música dance. Posteriormente, en noviembre de 2018, aseguró que estaba aprendiendo a tocar el piano, y por tal motivo, era probable que el disco sería creado a partir de dicho instrumento. En junio del siguiente año, la cantante afirmó que oficialmente se encontraba trabajando en su tercer álbum de estudio, sin embargo, cinco meses más tarde anunció que tomaría un descanso tras la muerte de su perro. Pese a ello, en mayo de 2020, Lorde confesó que decidió volver al estudio de grabación apenas un mes después del suceso con el fin de mantenerse ocupada, lo que la llevó a crear «música alegre y divertida». Explicó que se había reunido nuevamente con Jack Antonoff—principal colaborador de su anterior trabajo— y que la obra «empezaba a tomar forma» y era «realmente buena». En una entrevista para el sitio web Reverb.com, Malay, uno de los productores de Melodrama, admitió estar involucrado en el nuevo álbum; detalló que previo a que comenzara el confinamiento por la pandemia de COVID-19, él y Lorde habían coincidido en varias ocasiones y logrado establecer una «conexión», después de que este le sugiriera algunas ideas para el trabajo. A finales de año, Lorde anunció que publicaría Going South, un fotolibro acompañado de memorias de su viaje al continente antártico, que según ella, influenció en la creación del disco e inspiró el título del mismo. Sobre la fecha de lanzamiento de este último, mencionó:

Le estoy diciendo a las personas que [hay] algo [que] está tomando forma. [...]  Pero, sabes, realmente me tomo mi tiempo, y me gusta conocer el universo completo, todo el universo cinematográfico de lo que estoy haciendo, así que estoy en eso justo ahora. No sé qué tanto más quiero decir. Es un año tan loco en términos de saber cualquier cosa sobre el tiempo.

El 25 de mayo de 2021, se reveló que Lorde sería una de las artistas que encabezaría la edición de 2022 del festival Primavera Sound; dicha noticia causó conmoción entre sus seguidores y provocó que estos asumieran que nueva música estaba próxima a estrenarse. Trece días después, Lorde actualizó su sitio web con la portada del primer sencillo titulado «Solar Power». En el pie de imagen se anunciaba que sería publicado en ese mismo año, sin especificar una fecha en concreto y con el recordatorio a sus fanáticos que «la paciencia es una virtud». Finalmente, el 10 de junio junto con el lanzamiento de la canción, la artista anunció a través de un correo electrónico que el disco también se llamaría Solar Power y sería estrenado ese mismo verano. Además, expresó que el trabajo era una «celebración del mundo natural, un intento de inmortalizar los sentimientos profundos y trascendentes que tengo cuando estoy en el exterior». El 17 de ese mes, la cantante subió un videoclip de aproximadamente minuto y medio a su página web, donde se aprecia un campo abierto y una playa; ambos escenarios presentan un gran símbolo con las iniciales del álbum inscritas en el césped y la arena, respectivamente.

## Lanzamiento
Tras el lanzamiento del primer sencillo, Lorde advirtió a sus fanáticos que estuvieran atentos al calendario de fenómenos naturales del 2021, ya que la estrategia de publicación de sencillos—y del mismo álbum— estaría alineada con este. Por consecuencia, la prensa y los admiradores de la cantante comenzaron a especular que Solar Power sería lanzado el 20 de junio de ese año para coincidir con el inicio del verano en el hemisferio norte. Sin embargo, en esa fecha la cantante anunció que el disco sería publicado el 20 de agosto y contendría un total de doce pistas, además de dos pistas adicionales exclusivas de la versión de vinilo. También reveló que no sería publicado como CD, sino que sería editado en un nuevo formato llamado «Music Box», el cual planeaba ser una «alternativa innovadora y respetuosa con el medio ambiente» que se asemejaría al empaque de un CD.

### Portada y empaque
Solar Power contó con dos portadas: una para el formato digital y streaming, y otra para la denominada «Music Box». La primera de estas fue la misma que se utilizó para el sencillo homónimo. Ophelia Mikkelson Jones, amiga de la intérprete, tomó la fotografía que muestra a Lorde vestida con un suéter amarillo y lencería roja mientras corre en la playa. La imagen fue tomada mientras Jones estaba recostada en la arena y la cantante saltaba encima de ella, por lo que su trasero se aprecía en el centro, mientras que el título de la obra aparece arriba centrado. Sobre ello, comentó: «Me sentí inocente y juguetona, y un poco, feral y sexy [...] Continuo pensando "Oh, esta persona que conozco ha visto mi trasero". [...] No me arrepiento. Amo esta portada y estoy feliz de que esta sea la forma en que las personas vean mi trasero». Tras ser revelada, fueron generados gran cantidad de memes en redes sociales, además recibió comparaciones con portadas de discos como Vespertine (2001) de Björk y Night Time, My Time (2013) de Sky Ferreira. Durante la apración de Lorde en The Late Show, Stephen Colbert bromeó diciendo que: «irónicamente para un álbum llamado Solar Power, hay un foto en el [disco] donde el sol no brilla». Al Newstead de Triple J la llamó una «jugada maestra». Asimismo, en plataformas como Apple Music, Spotify y QQ Music de países como China, Japón, Emiratos Árabes Unidos y Arabia Saudita, se utilizó una versión alternativa de la portada en la cual es censurado el trasero de Lorde. Por otro lado, para la cáratula de la «Music Box», la fotografía empleada—que también capturó Jones— expone a Lorde con un vestido amarillo en la playa, a la vez que el título del álbum aparece igualmente en la parte superior en el centro.

## Recepción crítica
En general, Solar Power obtuvo reseñas variadas por parte de los críticos de música. En el sitio web Metacritic acumuló 69 puntos de 100 con base en 27 reseñas profesionales. En AnyDecentMusic? recibió 6.7 de 10, mientras que en el sitio Album of the Year registró 32 revisiones de críticos, lo que le dio en sumatoria 65 puntos de 100.
Rhian Daly de NME le otorgó 5 estrellas de 5 y alabó su «hermosa» instrumentación y sonidos «orgánicos» que hacen al álbum «crecer cada vez que lo escuchas», a la vez que rinden tributo a la naturaleza y a la Tierra misma. Chris Willman de la revista Variety dijo que Solar Power era «todo melatonina y nada de melodrama» y aunque opinó que «solo la mitad de las pistas tienen una percusión notable de la que se pueda hablar», reconoció que Lorde realizó uno de los logros más difíciles de la música pop: «hacer un álbum feliz que sea bueno». También mencionó que había momentos en el disco en los que la cantante pareciera utilizar la composición para «confesarse por su propio bien», y destacó «The Man with the Axe», «Big Star», «Hold No Grudge» y «Oceanic Feeling» como las mejores canciones. Al Newstead de Triple J consideró que el álbum era «relajado, discreto, y algunas veces sarcástico»; detalló que «las cálidas guitarras, los toques vocales, los ritmos moderados y la estructura poco convencional definen gran parte de la paleta» del mismo, que a su vez se desconecta del «estrellato de Lorde y suena voluntariamente fuera de sintonía» de las tendencias pop así como de sus trabajos previos. Sin embargo, sintió que incluso después de escucharlo varias veces, algunos temas aún luchan por hacer «una impresión duradera, corriendo demasiado breve y confiando en evocar un estado de ánimo en lugar de melodías y coros memorables». Alexis Petridis del diario británico The Guardian le dio 4 estrellas de 5 y expresó que: «Oponiéndose a otra tendencia pop actual, [Solar Power] es un álbum claramente diseñado para ser escuchado en su totalidad, y no como una colección de pistas de las que puedes seleccionar algunas para una lista de reproducción. Es un enfoque que, en el peor de los casos, produce canciones que suenan desnutridas [como] "Fallen Fruit" y "Dominoes", pero, por el contrario, entrega, aunque con suavidad: el suave poder de anhelo [en] "Stoned at the Nail Salon"; [o] la delicada aleatoriedad de "Secret from a Girl (Who's Seen It All)"». Por su parte, Mikael Wood de Los Angeles Times aseguró que lo que distingue al disco de otros es que Lorde realmente suena conforme acerca de no tener más éxitos. Continuó: «Estas son melodías folk raras, sobrias, retorcidas y psicópatas, muchas de ellas sin los ritmos que solían impulsar la música de Lorde; la mayoría del tiempo, simplemente está superponiendo su voz agitada y ligeramente ronca sobre la guitarra eléctrica de Antonoff». Stephen Thomas Erlewine de Allmusic lo calificó con 3 estrellas de 5 y reconoció que Solar Power puede parecer «elusivo e incluso empalagoso» y que la «falta de estructura» se siente planeada, aunque explicó que para aquellas personas que desearan «perderse» podría resultar como una «excelente música ambiental».

## Recepción comercial
En los Estados Unidos, Billboard reportó previo a su lanzamiento que, las ventas conseguidas por Solar Power en su formato «Music Box», no contarían para su debut en el Billboard 200. En la edición del 3 de septiembre de 2021, debutó en el quinto puesto del conteo con un total de 56 000 unidades, divididas en 34 000 copias en formato físico y digital, y 22 000 de equivalentes de streaming. Con esto, fue la tercera entrada de la cantante en los cinco primeros, aunque, también se convirtió en su disco con menores ventas en su semana inicial. Por otro lado, Solar Power llegó a la cima del Alternative Albums—marcando su tercer número 1 en la lista— y al 2 del Vinyl Albums; además, Lorde ingresó al quinto puesto del Artist 100, basado en la popularidad de los artistas en los diferentes listados de Billboard. En Canadá, llegó el sexto lugar de su lista de álbumes y fue el segundo mayor debut de la semana, después de Trip at Knight de Trippie Redd.
En el Reino Unido, Solar Power se ubicó en el segundo lugar del Official Albums Chart solo detrás de Sour de Olivia Rodrigo, lo que lo hizo el trabajo mejor posicionado de la artista. En Suiza alcanzó el número 2; en Países Bajos, Portugal y la Región Flamenca de Bélgica el 3; y en Alemania, Austria, Croacia e Irlanda el 4. En Oceanía, debutó en el primer puesto de Australia y Nueva Zelanda, lo que supuso el tercer álbum de Lorde en llegar a dicha posición en ambos países.

## Promoción

### Sencillos
El 10 de junio de 2021, Lava Records publicó «Solar Power» como el primer sencillo del álbum en formato digital y streaming, después de fuera estrenada accidentalmente unas horas antes y posteriormente eliminada. Según Lorde, a pesar de que en un principio se tenía previsto el lanzamiento del tema para el 20 de ese mes, decidió adelantar la fecha para coincidir con el único eclipse solar del año. Comercialmente, logró entrar en los veinte primeros de cinco países, incluyendo Nueva Zelanda donde alcanzó la segunda posición de su listado y se convirtió en su séptimo top 5. En Estados Unidos, se convirtió en la novena entrada de Lorde al debutar en el puesto 64. «Solar Power» contó con un videoclip dirigido por la misma cantante y Joel Kefali, con quien había trabajado previamente en vídeos musicales para Pure Heroine (2013); se estrenó simultáneamente con la canción el 10 de junio de 2021 en YouTube, y muestra a Lorde en la playa mientras canta, baila y se divierte con sus amigos.

### Gira musical
El 20 de junio de 2021, Lorde reveló que se embarcaría en una gira mundial titulada The Solar Power Tour, que daría inicio el 26 de febrero de 2022 en Christchurch (Nueva Zelanda). El anuncio inicial incluyó un total de 43 fechas dividas en tres etapas que visitarían diversas ciudades en Oceanía, Norteamérica y Europa.

### Presentaciones en directo
Lorde interpretó «Solar Power» por primera vez el 15 de julio de 2021 en la azotea del Teatro Ed Sullivan en Nueva York como parte de un segmento del programa The Late Show with Stephen Colbert. Para la presentación, la cantante vistió un traje de dos piezas amarillo similar al que utilizó en su vídeo musical, y estuvo acompañada de una banda en vivo. A finales de ese mes, la artista compartió un videoclip en el que presentó el tema acompañada de Jack Antonoff en la azotea de los Electric Lady Studios. Posteriormente, subió nuevas grabaciones de «Dominoes» y «Stoned at the Nail Salon» en la misma locación.  El 21 de julio de 2021, Lorde cantó esta último canción en el programa Late Night with Seth Meyers nuevamente junto a Antonoff. Luego, el 20 de agosto apareció en Good Morning America e interpretó «Solar Power» junto a «Fallen Fruit»,  «California», «Green Light» y «Perfect Places». El concierto que formó parte del Summer Concert Series, fue el primer evento al aire libre llevado a cabo en Central Park (Nueva York) desde que comenzó el confinamiento por la pandemia de COVID-19 en 2020. Posteriormente, del 24 al 27 de ese mismo mes, la intérprete realizó una serie de presentaciones en The Late Late Show with James Corden donde cantó nuevamente «Solar Power», «Fallen Fruit»,  «California» y «Green Light». El 8 de septiembre, la revista Vogue publicó un videoclip en su canal de YouTube, donde Lorde interpretó un popurrí entre «Fallen Fruit» y «Break the Ice» de Britney Spears en el Jardín botánico de Nueva York. Días más tarde, el 26, la cantante hizo una aparición especial en el festival Global Citizen Live, en la que dio un discurso en favor del medio ambiente y luego cantó «Solar Power».

## Lista de canciones
| Solar Power — Edición estándar |                                           |                |                           |          |  |
| N.º                            | Título                                    | Escritor(es)   | Producción por:           | Duración |  |
| 1.                             | «The Path»                                | Lorde          | Lorde Jack Antonoff Malay | 3:41     |  |
| 2.                             | «Solar Power»                             | Lorde Antonoff | Lorde Antonoff            | 3:12     |  |
| 3.                             | «California»                              | Lorde Antonoff | Lorde Antonoff            | 3:11     |  |
| 4.                             | «Stoned at the Nail Salon»                | Lorde Antonoff | Lorde Antonoff            | 4:26     |  |
| 5.                             | «Fallen Fruit»                            | Lorde Antonoff | Lorde Antonoff            | 3:58     |  |
| 6.                             | «Secrets from a Girl (Who's Seen It All)» | Lorde Antonoff | Lorde Antonoff            | 3:38     |  |
| 7.                             | «The Man with the Axe»                    | Lorde Malay    | Lorde Antonoff Malay      | 4:15     |  |
| 8.                             | «Dominoes»                                | Lorde Antonoff | Lorde Antonoff            | 2:03     |  |
| 9.                             | «Big Star»                                | Lorde Antonoff | Lorde Antonoff            | 2:47     |  |
| 10.                            | «Leader of a New Regime»                  | Lorde Malay    | Lorde Antonoff Malay      | 1:33     |  |
| 11.                            | «Mood Ring»                               | Lorde Antonoff | Lorde Antonoff            | 3:45     |  |
| 12.                            | «Oceanic Feeling»                         | Lorde          | Lorde Antonoff            | 6:39     |  |
| 43:13                          |                                           |                |                           |          |  |

| Solar Power — Edición de lujo |                  |                |                      |          |  |
| N.º                           | Título           | Escritor(es)   | Producción por:      | Duración |  |
| 13.                           | «Helen of Troy»  | Lorde Antonoff | Lorde Antonoff       | 2:51     |  |
| 14.                           | «Hold No Grudge» | Lorde Malay    | Lorde Antonoff Malay | 4:28     |  |
| 50:06                         |                  |                |                      |          |  |

| Solar Power — Edición de Apple Music |                               |                   |          |  |
| N.º                                  | Título                        | Dirección por:    | Duración |  |
| 13.                                  | «Solar Power» (vídeo musical) | Lorde Joel Kefali | 3:13     |  |
| 46:22                                |                               |                   |          |  |

## Posicionamiento en listas

### Semanales
| Alemania          | Top Album-Chart               | 4  |
| Australia         | ARIA Top 50 Albums            | 1  |
| Australia         | ARIA Top 20 Vinyl Albums      | 1  |
| Austria           | Alben Top 40                  | 4  |
| Bélgica (Flandes) | Ultratop Albums Top 200       | 3  |
| Bélgica (Valonia) | Ultratop Albums Top 200       | 7  |
| Canadá            | Canadian Albums               | 6  |
| Croacia           | HDU Toplista                  | 4  |
| Dinamarca         | Album Top-40                  | 10 |
| Dinamarca         | Vinyl Top-40                  | 3  |
| Escocia           | Scottish Albums Chart         | 2  |
| España            | Top 100 Álbumes               | 6  |
| Estados Unidos    | Alternative Albums            | 1  |
| Estados Unidos    | Billboard 200                 | 5  |
| Estados Unidos    | Tastemaker Albums             | 2  |
| Estados Unidos    | Top Album Sales               | 3  |
| Estados Unidos    | Vinyl Albums                  | 2  |
| Finlandia         | Suomen virallinen albumilista | 22 |
| Francia           | Top Albums                    | 16 |
| Francia           | Top Albums Physiques          | 5  |
| Italia            | Top 100 Artisti               | 30 |
| Italia            | Top 20 Vinili                 | 2  |
| Irlanda           | Irish Albums Chart            | 4  |
| Islandia          | Tónlistinn                    | 14 |
| Lituania          | Albumų Top 100                | 15 |
| Noruega           | VG-lista                      | 12 |
| Nueva Zelanda     | Top 40 Albums                 | 1  |
| Nueva Zelanda     | Top 20 NZ Albums              | 1  |
| Países Bajos      | Album Top 100                 | 3  |
| Países Bajos      | Vinyl 33                      | 2  |
| Portugal          | Top 50 Álbuns                 | 3  |
| Reino Unido       | Official Albums Chart         | 2  |
| Reino Unido       | Vinyl Albums Chart            | 2  |
| República Checa   | Albums Top 100                | 68 |
| Suecia            | Sverigetopplistan             | 18 |
| Suiza             | Hitparade Alben Top 100       | 2  |

### Sucesión en listas
| Predecesor: When Facing the Things We Turn Away From de Luke Hemmings | ARIA Top 50 Albums: Álbum número 1 30 de agosto de 2021-6 de septiembre de 2021     | Sucesor: Donda de Kanye West                          |
| Predecesor: Planet Her de Doja Cat                                    | Top 40 Albums: Álbum número 1 30 de agosto de 2021-6 de septiembre de 2021          | Sucesor: Donda de Kanye West                          |
| Predecesor: Six60 (3) de Six60                                        | Top 20 NZ Albums: Álbum número 1 30 de agosto de 2021-27 de septiembre de 2021      | Sucesor: Six60 (3) de Six60                           |
| Predecesor: Happier Than Ever de Billie Eilish                        | Alternative Albums: Álbum número 1 3 de septiembre de 2021-11 de septiembre de 2021 | Sucesor: If I Can't Have Love, I Want Power de Halsey |

### Anuales
| Estados Unidos | Alternative Albums | 36 |

## Créditos y personal
- Grabado en Electric Lady y Rough Customer Studios (Nueva York); Conway Recording y Larrabe Studios (Los Ángeles); Roundhead y Parachute Studios (Auckland).
- Masterización en Sterling Sound (Nueva Jersey).

### Música
- Lorde: artista principal, voz y sintetizador (pista 4)
- Jack Antonoff: coros (pista 8), bajo, guitarra eléctrica, guitarra acústica (pistas 1-6, 8, 11-14), batería (pistas 1-3, 6, 7, 11, 12), teclado (pistas 1, 5-8, 11, 13), mellotron (pistas 1, 4-6, 10), órgano (pistas 3, 4, 8, 10, 12), percusión (pistas 1, 2, 5, 12), piano (pistas 1, 3-5), piano eléctrico Wurlitzer (pistas 1,5) y guitarra de doce cuerdas (pistas 2, 5, 6)
- Robyn: voz (pista 6)
- Phoebe Bridgers: coros (pistas 1, 2, 4, 5, 10, 11)
- Clairo: coros (pistas 1, 2, 4, 5, 10, 11)
- Marlon Williams: coros (pistas 1, 4, 5, 10-12)
- Lawrence Arabia: coros (pistas 1, 4, 5, 10, 11)
- Ray Suen: arreglo de coros
- Malay: bajo (pistas 1, 5, 6, 10, 13), guitarra acústica (pistas 7, 10, 14), órgano (pista pista 7), teclado (pistas 10, 14) y piano (pista 14)
- Matt Chamberlain: batería (pistas 1-3, 6, 11-14) y percusión (pistas 2, 12-14)
- Evan Smith: flauta (pistas 1, 3, 5, 12, 13), saxofón (pistas 1, 3, 5, 12, 13) y teclado (pista 13)
- Cole Kamen-Green: trompeta (pista 2)
- Bobby Hawk: violín (pistas 9, 10)

### Composición y producción
- Lorde: composición y producción
- Laura Sisk: grabación y mezcla (pistas 4, 5, 7-10, 13)
- Jack Antonoff: composición, producción, grabación, mezcla (pistas 4, 5, 7-10, 13) y programación (pistas 1, 5, 6, 7, 8, 11)
- John Rooney: asistencia de grabación
- Jon Sher: asistencia de grabación
- Emily Wheatcroft-Snape: asistencia de grabación
- Malay: grabación (pistas 1, 2, 5, 7, 10, 13) y programación (pista 7)
- Matt Chamberlain: programación (pistas 2, 11-14)
- Jimmy McDonald: grabación (pistas 1,4, 5, 10-12)
- Tony Berg: producción vocal (pistas 1, 2, 4, 5, 10, 11)
- Will Maclellan: ingeniería
- Evan Smith: ingeniería (pistas 1-3, 5, 12, 13)
- Mike Williams: grabación (pistas 9, 10, 13)
- Jon Gautier: grabación (9, 10, 13)
- Brian Cruz: asistencia de grabación (13)
- Mark Spike Stent: mezcla (pistas 1-3, 6, 11, 12, 14)
- Matt Wolach: asistencia de mezcla (pistas 1-3, 6, 11, 12, 14)
- Chris Gehringer: masterización
- Will Quinnell: asistencia de masterización

### Arte y folleto
- Lorde: dirección creativa y artística
- Hassan Rahim: dirección creativa y artística, y diseño
- Jonna Mayer: diseño
- Jaimey Shapey: diseño
- Gustavo Eandi: diseño
- Anton Reva: diseño
- Anatoly Shabalin: diseño
- Ophelia Mikkelson Jones: fotografía
- Ryder Jones: asistencia de fotografía

### Otros
- Jonathan Daniel: administración
- Alex Sarti: administración
- Bob McLynn: administración
- Brett Oaten: equipo legal
- David Orwell: equipo legal
- Marty Diamond: A&R

Créditos adaptados a las notas del álbum.